# Persoonia cymbifolia
Persoonia cymbifolia (лат.) — кустарник, вид рода Персоония (Persoonia) семейства Протейные (Proteaceae), эндемик юга Западной Австралии. 

## Ботаническое описание
Persoonia cymbifolia — прямостоячий раскидистый куст высотой 0,2–0,6 м. Имеет гладкую, пятнистую серую кору и густо опушённые молодые ветви. Листья расположены попеременно, от линейных до узкопродолговатых, длиной 15–45 мм и шириной 1–3 мм. Цветки расположены поодиночке, парами или группами по три вдоль цветоноса около 1 мм длиной, который после цветения перерастает в листовой побег. Цветок расположен на цветоножке 2–3,5 мм длиной. Листочки околоцветника жёлтые длиной 7–11,5 мм, снаружи опушённые, с жёлтыми пыльниками. Цветение происходит с декабря по январь.

## Таксономия
Впервые вид был официально описан Питером Уэстоном в 1994 году в журнале Telopea по образцам, собранным в 1991 году Уильямом Р. Арчером недалеко от горы Ридли к северо-востоку от Эсперанса.

## Распространение и местообитание
P. cymbifolia — эндемик Западной Австралии. Растёт на пустоши от Национального парка Фрэнка Ханна до Национального парка Кейп-Арид в биогеографических регионах Кулгарди, Эсперанс-Плейнс и Малли.

## Охранный статус
Вид классифицируется Департаментом парков и дикой природы правительства Западной Австралии как «третий приоритет», что означает, что растение малоизучено и известно лишь из нескольких мест, но не находится под непосредственной угрозой.